# 華美樸麗魚
華美樸麗魚，為輻鰭魚綱鱸形目隆頭魚亞目慈鯛科的其中一種，分布於非洲愛德華湖及喬治湖流域，體長可達7.3公分，棲息在莎草生長、沙泥底質水域，屬肉食性，以小魚、昆蟲等為食，生活習性不明。

## 擴展閱讀
維基物種上的相關：華美樸麗魚